# مديريات الحكومة الأسكتلندية
مديريات الحكومة الأسكتلندية عبارة عن مجموعة من المديريات داخل الحكومة الأسكتلندية، وتعتبر الذراع التنفيذي للحكومة.
ترأس مديريات الحكومة الاسكتلندية الدكتور أندرو جودي، الذي كان يحتل أيضا منصب كبير المستشارين الاقتصاديين لدى الحكومة الأسكتلندية، وتقاعد في عام 2011 ومن ثم انضم إلى جامعة ستراثكلايد  في أسكتلندا.
كانت المديريات الحكومية مسؤولة عن النقل والتنمية المستدامة والتخطيط، ولكن مديرية النقل اندمجت في عام 2010 مع وكالة نقل اسكتلندا، وهي وكالة تنفيذية للحكومة الأسكتلندية ومسؤولة أمام الوزراء في أسكتلندا.